# Gisela Krausgrill
Gisela Krausgrill (* vor 1937; † nach 1941) war eine deutsche Fechterin. Sie focht für den TV Offenbach und wurde 1937 und 1938 Deutsche Mannschaftsmeisterin im Damenflorett. Im Jahr 1937 wurde sie Zweite beim Nibelungenturnier in Worms. Bei einem Länderkampf zwischen Deutschland und Ungarn im Jahr 1941 war Krausgrill Mitglied der deutschen Mannschaft, die mit 12:4 Siegen gewann. Im selben Jahr belegte sie den dritten Platz bei den Deutschen Einzelmeisterschaften.